# Летопись попа Дуклянина
«Летопись попа Ду́клянина» (также есть второе менее распространённое название«Барский родослов») — условное название средневековой сербской летописи, написанной анонимным священником из Дукли. Время создания остаётся предметом дискуссий. Нижней границей времени создания считается середина XII века (когда закончилось произведение), верхней XV век, так как в начале XVI веке уже стала известна «Хорватская хроника». В этом диапазоне большинство авторов указывают время создания.
Автор летописи утверждал, что он создавая своё произведение переводит «со славянского письма» на латынь некую «Книгу Готскую», которую на латыни зовут «Славянское королевство» (лат. Regnum Sclavorum).

## Рукописи
Известно несколько списков «Летописи»:
1. Ватиканская рукопись — «латинский перевод с оригинала». Заканчивается 1149 годом. Имеет 47 глав. Текст выявлен в XVII веке. Около 1650 года был переписан Иваном Лучичем (1604—1679), который опубликовал её, снабдив критическими замечаниями, в труде «De regno Dalmatiae et Croatiae de libri sex», Амстердам, 1666 год, под заголовком «Diocleatis Regnum Slavorum» то есть «Летопись попа Дуклянина» в узком значении[4] [к 3]
2. Перевод Мавро Орбини (-1610) Летописи на итальянский. В 1601 году издано «Королевство Славян» (итал. Il regno degli Slavi)[5]. В начале XVIII века Савва Владиславлевич-Рагузинский перевёл книгу М. Орбини на русский язык для Феофана Прокоповича. А тот напечатал его в труде «Книга историография початия имене, славы и разширения народа славянскаго» Санкт-Петербург 1722.[6]. Текст русского перевода 1722 года не разбит на главы, так как выделение глав было введено лишь в изданиях XVIII века.
3. «Хорватская хроника», меньший по объёму текст на хорватском языке. Состоит из 28 глав. При этом схожи первые 23 главы, а последние пять (24-28) имеют значительные отличия. Заканчивается 1089 годом. Эту хронику, написанную «хорватским письмом»,[к 4] нашёл сплитский патриций Дмине Папалич[7] в доме князя Юрия Качича-Марковича в Краине и в 1509 или 1510 году переписал «слово в слово»[8].
4. Латинский перевод Хорватской хроники в 1510 году писатель Марко Марулич перевёл текст на латынь[8]. Этот перевод также был опубликован Иваном Лучичем в труде «De regno Dalmatiae et Croatiae de libri sex», Амстердам, 1666 год.

Фактически все списки сводятся в две версии: в Латинский вариант из 47 глав, доведенный до 1140 года (сюда примыкает текст Орбини), и Хорватский вариант из 28 глав, доведенный до 1089 (сюда примыкает перевод Марулича на латынь). Историки ведут споры, какой из вариантов ближе к оригиналу.

## Датировка
О времени создания также идут споры. Часть учёных считает, что произведение было создано во второй половине XII века (вскоре после окончания описаных в произведении событий), другие же (например, Л. Йованич) говорят о XVI веке.
Первый раз Летопись упоминается в книге хорватского историка Туберона (1459—1527), а затем у Н. Раньина (1494—1552).
И. Лукич, издав в XVII веке летопись, подверг её критическому разбору. По его оценке летопись была создана в середине XII века. Эта точка зрения преобладала пока её в 1901 году не поставил под сомнение Л. Йованович, датировавший летопись XVI веком, когда по его версии были объединены два источника — некая «Зетская хроника», созданная между серединой XIII и началом XVI века, и некая хорватская хроника.
В 1928 году Ф. Шишич издал исследование летописи. Утверждая, что «Летопись» использует разные далматские произведения XIII—XIV веков (включая Хронику Фомы Сплитского) и грамоты дуклянских князей, он датировал её XII веком. Шишич считал, что славянский и латинский текст были созданы одним автором неким священником из Дукли примерно в одно и тоже время. Но, по его мнению, «Хорватская хроника» появилась в XIV веке когда текст правил хорват, проживавший в окрестностях Сплита.
В. Мошин в книге 1950 года считал, что оба варианта (и хорватский и латинский) созданы разными авторами и самостоятельно восходят к некому оригинальному источнику. При этом «Хронику» он датировал XIV веком, считая что именно тогда в неё были включены те главы, что отличали её от глав в латинском варианте. Д. Мандич в 1963 году считал, что первичным был хорватский текст, созданный вскоре после 1089 года, к одному варианту которого в XIII веке добавили несколько глав и получился текст «Хроники», а латинский вариант был создан латинским (романским) священником в Баре. С. Миюшкович в книге 1967 года утверждал, что Хроника появилась в конце XV века и возникла из латинского текста «Летописи», а тот в свою очередь был создан в XIV — начале XV века на основе разных источников устных и письменных. Е. П. Наумов в статье 1969 года в целом поддерживал позицию С. Миюшковича, считая, что она была создана в XV веке (или 70-80-годы XIV века), имел возражения против того, что она была создана при дворе Балшичей, считал, что летопись «отражает боле ранний период». Н. Банашевич в 1971 году датировал создание «Летописи» XII веком и настаивая на том, что сначала был славянский текст или тексты.
Х. Перичич в 1991 году считал что летопись (которую он именовал по самоназванию «Королевство славян») была создана архиепископом Барским Григорием в 1172—1196 годах, ссылаясь на то, что взгляды летописца и интересы архиепископа совпадают. В 1991 году Д. Богданович датировал «Летопись» второй половиной XII века (при этом ряд фрагментов — XI веком, а условную «Книгу Готскую» — X веком). Он считал, что латинский перевод был сделан после 1162 года в Дукле с нескольких славянских письменных источников.
В книге 2009 года Т. Живкович и Д. Кунчер датировали летопись началом XIV веком и деятельностью архиепископа Барского Рудгера. В. Никчевич считал, что летопись первоначально была создана на латыни и опиралась на эпические поэмы X—XI веков. И. Мужич датировал летопись XII веком считая первичной «Хорватскую хронику». С. В. Алексеев в книге 2015 года считает, что латинский и хорватский варианты летописец созданы разными людьми. Он пишет, что литературный памятник не мог быть создан раньше середины XII века (когда закончилось произведение), но и не позже XV века (так как вскоре стала известна «Хорватская хроника»), но оценивает её как памятник XII века. Хорватская энциклопедия и Большая Российская энциклопедия датировали летопись XII веком.

## Литературные источники и окружение
Исследователи реконструируют условные «Книгу Готскую», «Книгу „Мефодий“», «Требинскую хронику»
Также с «Летописью» связывают «Житие святого Владимира», «Житие святого Симеона», «Историю архиепископов Салоны и Сплита» Фомы Сплитского, акты князей XI—XII веков
«Книга Готская» рассказывает легенду о славянском племени готов которые во главе с династией Остроиловичей обосновались в Иллирике и Далмации. Часть информации так называемой «готской легенды» из «Летописи» (например легенда о Тотиле) совпадает с книгой Фомы Сплитского, часть отличается.
«Книга „Мефодий“» связана с «Паннонской легендой о Кирилле и Мефодии»
«Житие святого Владимира» сохранилось, не только как часть летописи, но в виде византийской переработки XIV века известной как «Житие святого Иоанна-Владимира»
В «Летописи попа Дуклянина» видно, как соединение великоморавской традиции о Святополке с местной дуклянской традицией заложило основу южнославянской традиции о древнем и могущественном «королевстве славян».

## Авторство
Существует несколько вариантов имени автора летописи в целом или разных её редакций:
- некий «поп Дуклянин» — неизвестный по имени священник из Диоклеи (Дукли) — этот вариант изложен в Энциклопедии Брокгауза и Ефрона, у Шишича, С. В. Алексеева[27]. Разновидностью этого варианта является версия Мандича о том, что автором был «латинский (романский) священник из Бара», так как по мнению этого исследователя в Дукле до XII века не было сербов[28]. Вариант некого «попа Дуклянина» является классическим
- автор из Сплита — по мнению Шишича автор «Хорватской хроники» (отредактиравший в XIV веке первоначальный вариант летописи)[29]
- Григорий, архиепископ Барский в 1172—1196 годы — этот вариант предлагал Е. Петрич связывая это с тем, что архиепископ активно боролся за восстановление Барского архиепископства, а также вступал в конфликты с соседями Дубровником и Сплитом[30]
- Рудгер, архиепископ Барский в конце XIII — начале XIV века. — Т. Живкович обосновывала этот вариант тем, что архиепископ был родом из Чехии и был знаком с множеством средневековых хроник, в том числе с произведениями Гальфрида Монмутского и Козьмы Пражского. И именно поэтому мог на базе преданий южных славян создать подобное[31]

## Структура
Первоначальный текст был непрерывным целым. Но с XVIII века «Летопись» исследователями стала условно подразделяться на главы. В латинском варианте 47, в хорватском варианте 28 глав.
Эти главы группируются
1. легендарная «Книга Готская» (Libellus Gothorum) — о первых правителях династии Остроиловичей рассказывают главы I—VII, но С. В. Алексеев к этой книге относит лишь события I—V глав, а события VI—VII глав связывал с «Книгой „Мефодий“». Рассказывает[к 7]о событиях VI—VIII веков.
2. «Книга „Мефодий“» в которой отражена Легенда о Константине-Кирилле. В VIII—IX главах непосредственно рассказано о создании азбуки и крещении, а также о структуре славянского королевства. Рассказывает о событиях IX века.
3. главы X—XXIV являются собранием сведений о разных правителях[34]. Рассказывает о событиях IX—X веков (при этом глава XXIV в латинском и хорватском вариантах отличается).
4. Легенда о Белоевичах, правивших в Требинье. Главы XXV—XXXV. Рассказывает о событиях IX — конца X веков (при этом главы XXV-XXVIII в латинском и хорватском вариантах сильно различаются)
5. Легенда о святом Владимире Зетском. Глава XXXVI. С неё начинают историческую часть летописи. Иван Владимир, ставший прообразом святого, жил на рубеже X—XI веков.
6. История дуклянских князей. Главы XXXVI—XLVII. Эти главы входят в историческую часть летописи. Они имеют подтверждение в иных исторических источниках (например в византийских хрониках), но имеют иную трактовку, основанную на местных устных источниках информации[35].

Сильной и слабой стороной летописи С. В. Алексеев считает то, что она включила в себя большое количество разных устных преданий. Но, желая объединить в летописи предания о правителях Рашки, Дукли, Хорватии и других владений южных славян, автор, особенно в X—XXIV главах, фактически пренебрёг хронологией
В «Летописи попа Дуклянина» можно видеть, как великоморавская традиция о Святополке соединилась с местной дуклянской традицией, заложив основу южнославянской традиции о древнем и могущественном «королевстве славян».

## Комментарии
1. ↑  Алексеев С. В. писал, что название «Барский родослов» более точно, но в науке преобладает вариант «Летопись попа Дуклянина»[2] под этим названием источник фигурирует в энциклопедиях[3]
2. ↑  Есть и более крайние версии: по одним часть памятника была создана в X—XI веках, по другим создана в XVI веке или даже позже.
3. ↑  Алексеев С. В. предполагает, что этот текст мог принадлежать орхидскому архиепископу в 1647-1649 годы Рафаилу Леваковичу[англ.]
4. ↑  Одни исследователи считают, что речь идёт о глаголице, другие что речь идет о босанчице
5. ↑  В этом виде она как часть книги М. Орбини впервые была переведена на русский язык в 1722 году
6. ↑  Разделение на главы впервые сделал Швандтнер в 1748 году, а позже Иван Чрнчич[32] (1830-1897). Вариант разбиения на главы, предложенный Чрнчем, используется и сейчас[33]
7. ↑  События до XXXVI главы исследователями считаются легендарными и датировка событий является приблизительной